# Système des Cinq-Mers

Le système fluvial des cinq mers en Russie d'Europe.

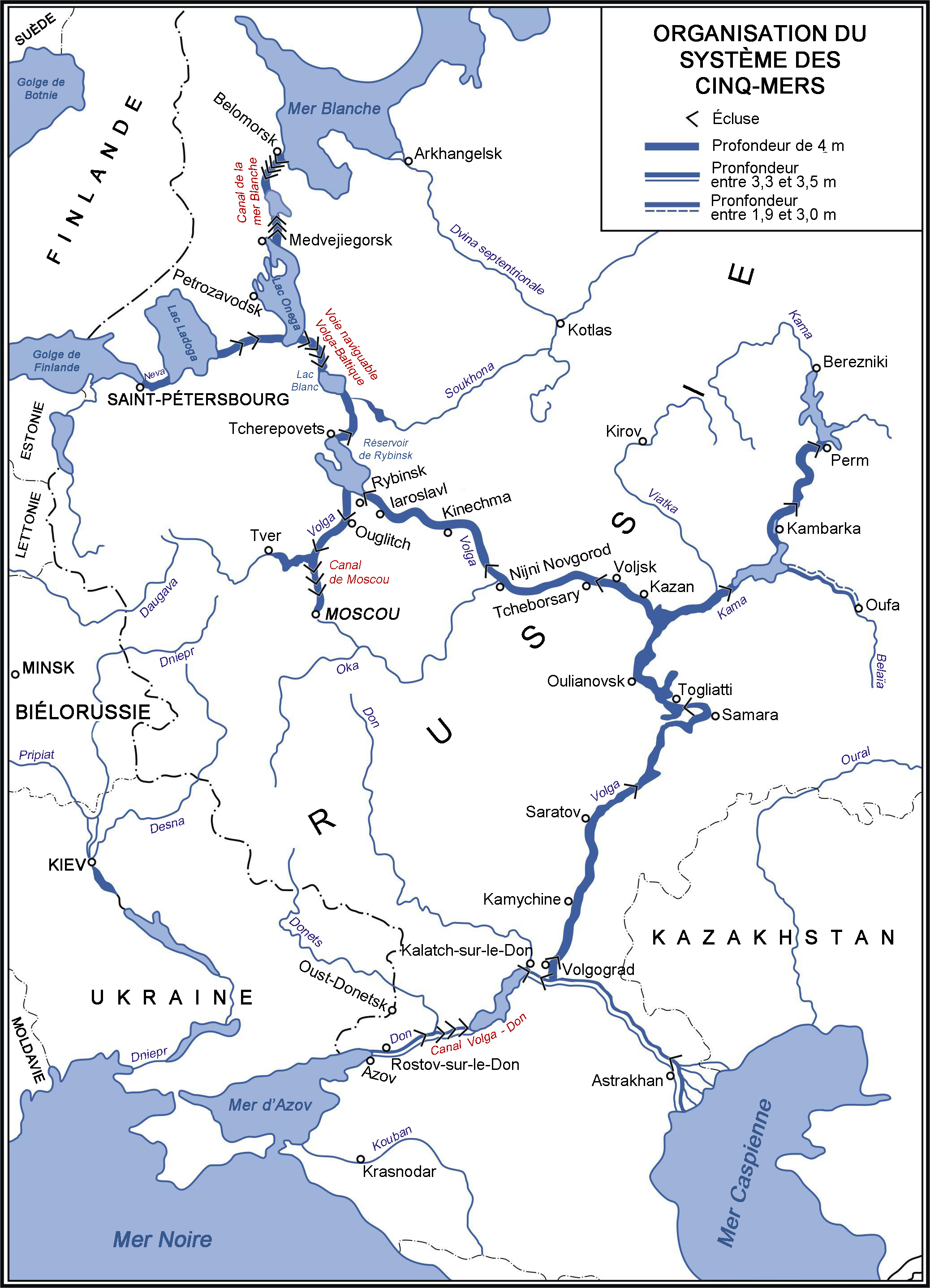
Organisation du système fluvial

Le système des Cinq-Mers ou officiellement le réseau unifié de voies navigables de grande profondeur en Russie d'Europe (en russe : Единая глубоководная система Европейской части Российской Федерации, ЕГТС) est un ensemble de voies de transports maritimes et fluviales entre les cinq différentes mers jouxtant la Russie d'Europe : la mer Baltique, la mer Blanche, la mer Caspienne et la mer Noire via la mer d'Azov.
En 2010, ce réseau de voies a transporté 70 millions de tonnes de fret et 12 millions de passagers, ce qui représente les deux tiers du transport fluvial intérieur en Russie.
La profondeur est garantie à seulement 4 mètres et certaines sections sont encore moins profondes, comme Gorodets–Nijni Novgorod à 2,5 mètres et Kochetovsky Bagaïevskaïa à 3,2 mètres. Il est prévu[Quand ?] d'augmenter la profondeur de ces sections à 4 m.

## Système navigable
- Neva
- Lac Ladoga
- Svir
- Lac Onega
- Canal de la mer Blanche
- Voie navigable Volga-Baltique
- Canal de Moscou
- Volga
- Kama
- Belaïa
- Canal Don-Volga
- Don